# Костка, Петр
Петр Костка (чеш. Petr Kostka; род. 11 июня 1938[…], Ржичани[…] или Прага) — чешский актёр театра, кино и телевидения. Заслуженный артист Чехословакии (1989).

## Биография
Петр Костка родился в актёрской семье в Ржичанах. В 1957—1960 годах он учился в актёрской школе в Праге, однако учений он не окончил. Дебютировал в кино в 1959 г. С 1960 года актёр театров в Праге, в т . «Национального театра» и «Театра на Виноградах».

## Избранная фильмография
- 1960 — Высший принцип / Vyšší princip
- 1963 — Прекрасный поход / Spanilá jizda
- 1964 — Хроника шута / Bláznova kronika
- 1967 — Маркета Лазарова / Marketa Lazarová
- 1968 — Марафон / Maratón — Иван Григорьевич Гончаренко, капитан, советский танкист
- 1972 — Свадьба без колец / Svatba bez prstýnku
- 1972 — Секрет великого рассказчика / Tajemství velikého vypravěče
- 1974 — Тридцать случаев майора Земана / 30 případů majora Zemana
- 1975 — Палитра любви / Paleta lásky
- 1977 — Завтра встану и ошпарюсь чаем / Zítra vstanu a opařím se čajem
- 1977 — Что если поесть шпината / Což takhle dát si špenát
- 1978 — Секрет стали / Tajemství Ocelového města
- 1983 — Яра Цимрман лежащий, спящий / Jára Cimrman ležící, spící
- 1984 — Скорая помощь / Sanitka
- 1989 — Близнецы в зоопарке / Dva lidi v ZOO
- 1993 — Бессмертная тетушка / Nesmrtelná teta
- 2003 — Жандармские истории / Četnické humoresky

## Признание
- 1988 — Заслуженный артист Чехословакии.
- 2023 — Медаль «За заслуги» I степени[4].